# Rinodina intermedia
Rinodina intermedia är en lavart som beskrevs av Bagl. Rinodina intermedia ingår i släktet Rinodina och familjen Physciaceae.   Inga underarter finns listade i Catalogue of Life.